# Marvin O'Connor
Marvin O'Connor (Annemasse, 18 de abril de 1991) es un jugador francés de rugby que se desempeña como wing.

## Carrera
En julio de 2017 fue contratado por el Stade Français con quien firmó por cuatro temporadas; hasta 2021.

## Palmarés
- Campeón de la Copa Desafío de 2015–16.